# Pierre Louis Napoleon Cavagnari
Pierre Louis Napoleon Cavagnari KCB CSI (Stenay, 4 de julio de 1841 – Kabul, 3 de septiembre de 1879) fue un administrador militar británico, de origen francés con ascendencia italo-irlandesa, que falleció durante la segunda guerra anglo-afgana.
Cavagnari nació en Stenay, en el departamento francés de Mosa, Francia el 4 de julio de 1841.
Era el hijo del conde Louis Adolphus Cavagnari, de una antigua familia italiana de Parma al servicio de la dinastía Bonaparte, por su matrimonio en 1837 con una dama anglo-irlandesa, Caroline Lyons-Montgomery. Obtuvo la naturalización como ciudadano británico y entró al servicio militar de la Compañía de las Indias Orientales. Después de formarse en el seminario militar de Addiscombe, sirvió en la campaña de oudh contra los amotinados en 1858 y 1859. En 1861 fue nombrado comisionado ayudante en la región del Punyab de la India británica, y en 1877 se convirtió en comisionado delegado de Peshawar (hoy en Pakistán) e intervino en varias expediciones contra las tribus pastunes.

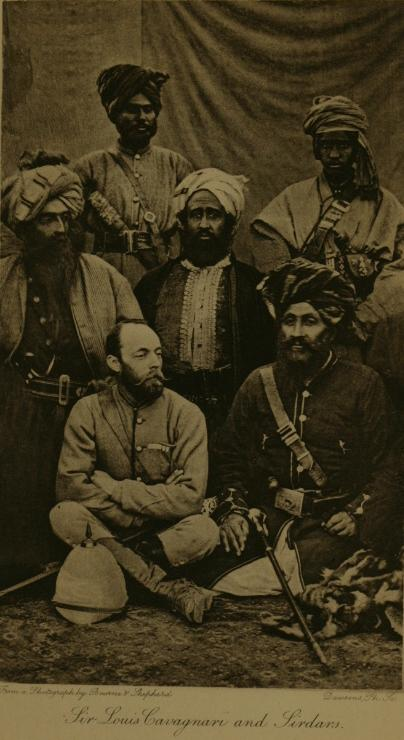
Cavagnari sentado con un grupo de miembros de tribus afganas.

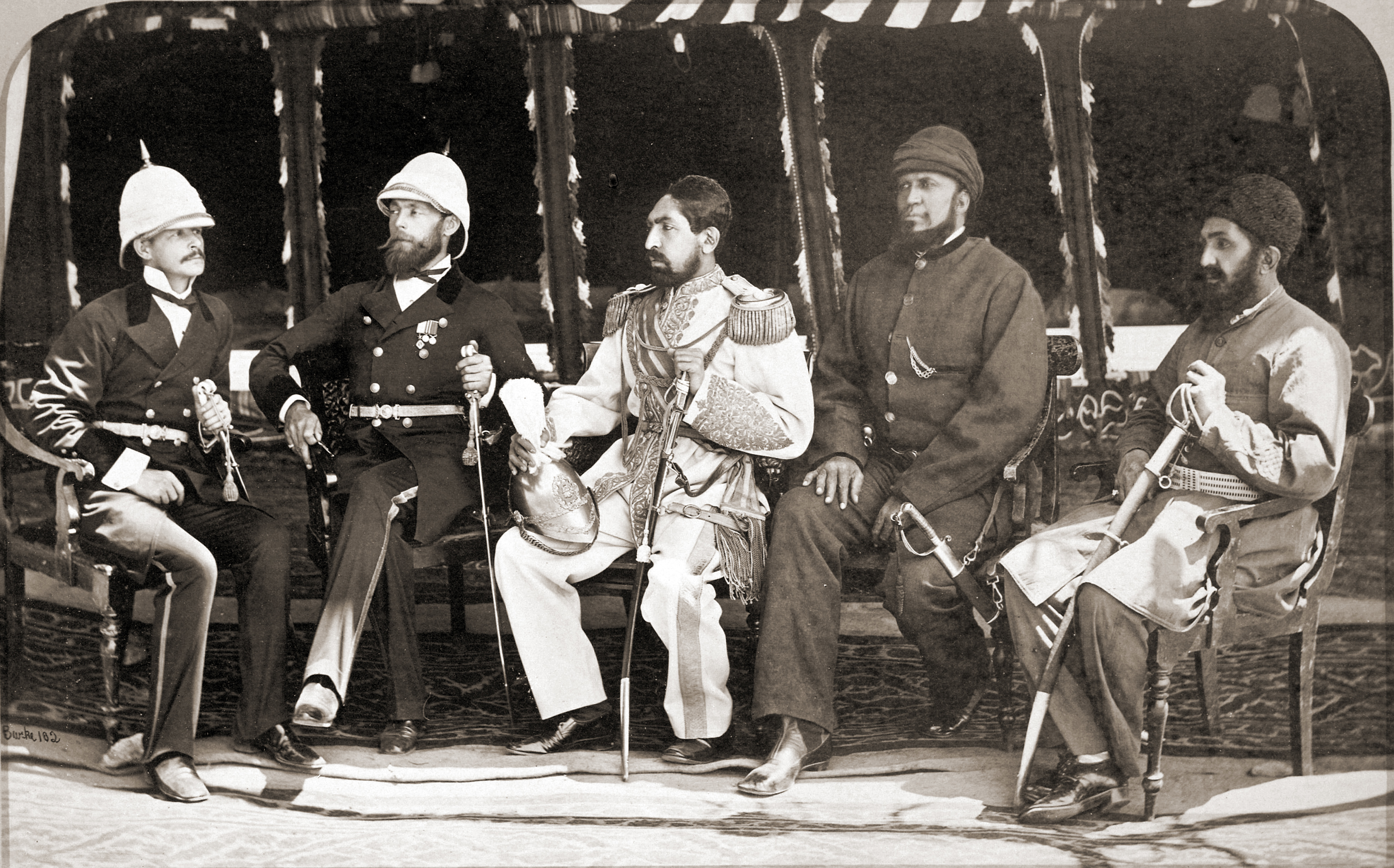
Mohammad Yaqub Khan con oficiales británicos en mayo de 1879

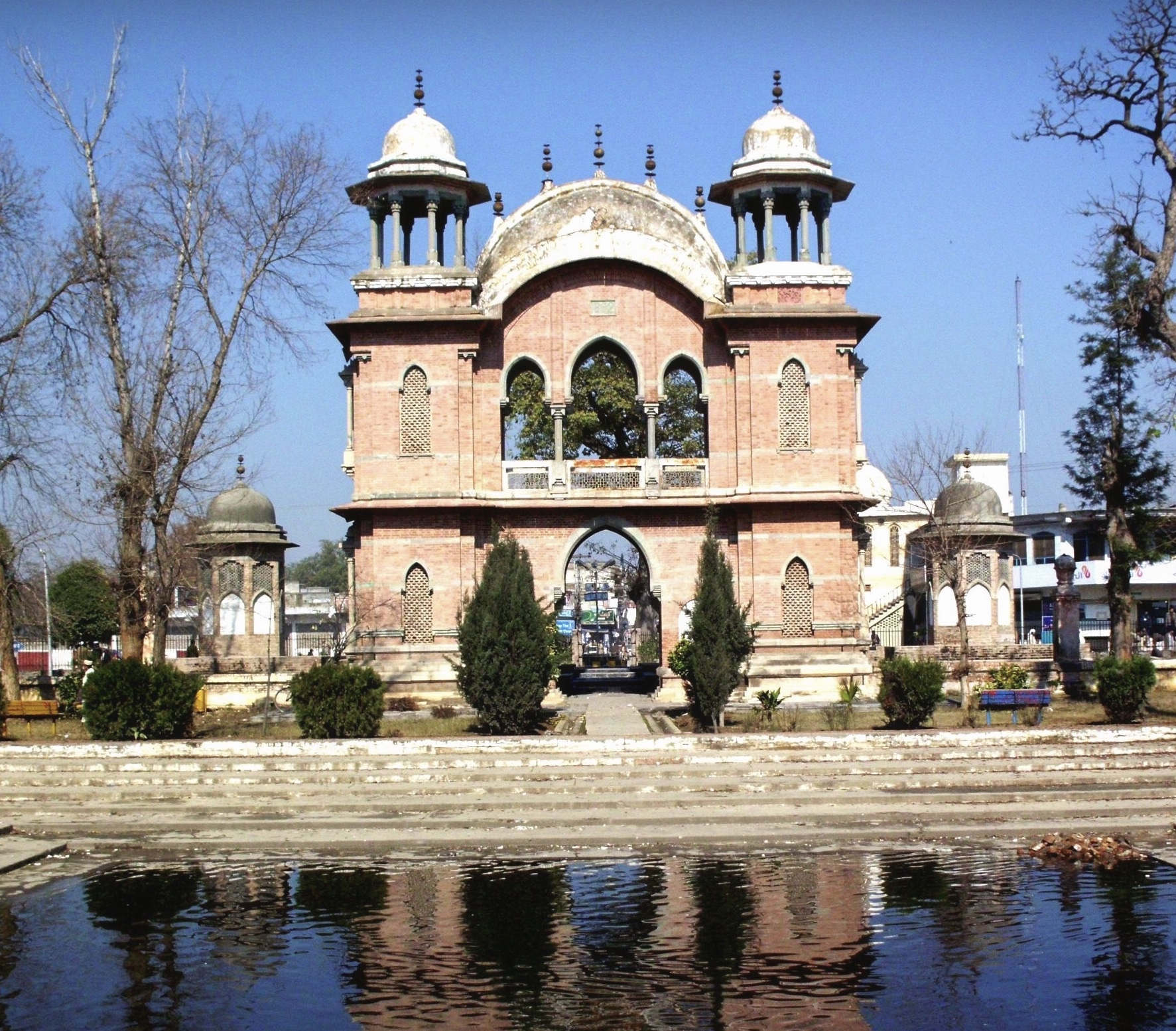
Memorial del Cuerpo de Guías de la Reina, arco de Cavagnari en Mardan

En septiembre de 1878 fue unido al personal de una misión británica a Kabul, Afganistán, que los afganos impidieron pasar a través del Jáiber. En mayo de 1879, después de que fuerzas angloindias hubieran invadido Afganistán, y la muerte del emir afgano Sher Ali Khan, Cavagnari negoció y firmó el tratado de Gandamak con el hijo y sucesor de Sher Ali Khan, Mohammad Yaqub Khan. Con este tratado, los afganos admitieron un representante británico en Kabul, y el puesto fue entregado a Cavagnari, quien también recibió la Estrella de la India y fue nombrado KCB. Tomó posesión de la residencia en julio de 1879.
Murió el 3 de septiembre de 1879 durante el Asedio a la Residencia Británica en Kabul, junto con los demás miembros europeos de la misión, y su guardia, formada por los Guías, después de rechazar las exigencias de las tropas afganas amotinadas. Cavagnari dejó viuda, Lady Cavagnari (de soltera, Mercy Ellen Graves), con quien se había casado en 1871.